# Ostkunde
Ostkunde war ein in den 1950er und 1960er Jahren in der Bundesrepublik Deutschland verbreitetes Unterrichtsprinzip, das von Vertriebenen aus Mittel- und Osteuropa und ihren Verbänden gefordert und von staatlicher Seite aufgegriffen wurde. Der Ostkundeunterricht war kein eigenständiges Unterrichtsfach, sondern konnte als Prinzip Teil verschiedener Fächer sein. Es gibt personelle und institutionelle Kontinuitäten zur Ostforschung.

## Beschreibung
Der Begriff Ostkunde wurde von seinen Vertretern offengehalten und nicht genau definiert. Festgehalten werden kann, dass die Ostkunde eine Lehre vom „deutschen Osten“ bzw. von Ostmitteleuropa sein sollte, die die westdeutschen Schüler unter anderem über die Geschichte der als kulturtragend beschriebenen deutschen Zivilisation im Osten unterrichten und eine Auseinandersetzung mit dem Kommunismus fördern sollte. Als „Ostkundler“ engagierten sich in erster Linie Lehrer (vor allem in Volksschulen, aber auch an Gymnasien), die häufig aus den ostdeutschen Gebieten stammten. Häufig waren sie Mitglieder in landsmannschaftlich organisierten Lehrerverbänden oder verfassten Aufsätze für ostkundliche Zeitschriften (Deutsche Ostkunde oder Sudetendeutscher Erzieherbrief). Die im Ostkundeunterricht verbreitete Darstellung des historischen Ostdeutschlands und der Vertreibung sollten der deutschen Nachkriegsgesellschaft kein objektives Bild ihrer Vergangenheit im östlichen Europa liefern, sondern dienten dazu, Geschichtspolitik zu betreiben. Die Geschichtsbilder waren mit politischen Zielen wie der Rückkehr der Deutschen in die „alte Heimat“ im Osten und einer Revision der deutschen Ostgrenze verbunden.

## Fernsehbeiträge
- Ostkunde-Tagung der Lehrer in Pirmasens, SWF Abendschau, 1962
- Ostkunde im Unterricht: Fragwürdiges Menschenbild, NDR Panorama, 1965